# 索羅卡區
索羅卡區（羅馬尼亞語：Raionul Soroca）是摩爾多瓦東北部的一個區，東隔德涅斯特河與烏克蘭相望。面積865平方公里。2004年人口94,986人，首府索羅卡。